# Soundcraft
Soundcraft ist ein britischer Designer, Importeur und ehemaliger Hersteller von Mischpulten und professionellem Audio-Equipment mit Sitz in Hertfordshire in Großbritannien. Soundcraft wurde 1973 von dem britischen Toningenieur Phil Dudderidge und dem Elektronikdesigner Graham Blyth gegründet. Seit 1988 ist Soundcraft eine Tochtergesellschaft des Elektronikherstellers Harman International Industries, die seit 2017 zum südkoreanischen Unternehmen Samsung Electronics gehört.

## Geschichte
International bekannt wurde Soundcraft durch die Produktion des Mischpults Series 1, dem ersten Mischpult, das in ein sogenanntes Flightcase eingebaut war. Das Series 1 wurde mit 12 oder 16 Eingangskanälen und vier Ausgangskanälen (Main Stereo, einen Effektkanal und einen Monitorkanal). Jeder Kanal bot Vier-Kanal-EQ-Einstellungen. Das Series 1 bot ebenfalls eine Multi-Pin-Schnittstelle, über den Vorläufer heutiger Stageboxes (eine Anschlussbox in Bühnennähe, die über einen einzigen Kabelstrang mit dem Mischpult im Publikumsbereich verbunden werden kann) angeschlossen werden konnten.
Als Nachfolgemodell wurde 1975 das Series 1S veröffentlicht, bei dem im Vergleich zum Series 1 die EQ-Einstellungen um zwei Mitten-Regler erweitert wurden. Darüber hinaus enthielt das Series 1S einen weiteren Monitorkanal und wurde in einer 20-Kanal-Variante angeboten.
1975 präsentierte Soundcraft das Series 2 als Mischpult für Live- und Studiozwecke. Mit dem Series 2 konnte Soundcraft seinen Ruf als Hersteller von qualitativ hochwertigen Mischpulten mit 'klassisch britischem Sound' ausbauen. Das Series 2 wurde mit vier Bussen ausgeliefert, später folgte ein Modell mit acht Bussen. Ursprünglich bot Soundcraft eine 12- und eine 16-Kanal-Variante an, erweiterte aber später die Produktreihe um ein Modell mit 24 Kanälen. Das Design war halbmodular aufgebaut mit Kanälen, die innerhalb von einzelnen Modulen gruppiert waren. Der Masterbereich enthielt einen Echo-Effekt, Ausgänge für Kanalgruppen, einen Cue Master und Monitorkanäle. Neu für den Hersteller Soundcraft war – neben EQs mit festen Frequenzbereichen – ein Modell mit sogenannten 'sweepable EQs' anzubieten. So konnte der von den Potentiometern beeinflusste Frequenzbereich ausgewählt werden. Bei diesem Modell konnte ebenfalls pro Kanal ausgewählt werden, ob es sich beim Eingangsgerät um ein Mikrofon oder ein Line-Signal handelt. Jedem Kanal stand eine gesonderte Panorama-Einstellung zur Verfügung. Zudem konnte das Signal zu vier Bussen gesendet werden (sowohl pre- als auch post-fader), was auch ein Solo-Monitoring (PFL) einzelner Kanalsignale ermöglichte. Jeder Kanal konnte direkt zum L/R-Mix-Bus oder zu Sub-Bussen geroutet werden, was dem Tontechniker neue Möglichkeiten der Gruppierung und Signalverarbeitung bot.
1977 stellt Soundcraft das Series 3 vor, ein Mischpult, das in erster Linie für Aufnahmen beispielsweise im Studio entwickelt wurde. Ein Jahr später folgt mit dem Modell Series 3B ein Upgrade mit 24 Kanälen.
Mit der Ui-Serie veröffentlichte Soundcraft Digitalmischpulte mit 12, 16 und 24 Eingangskanälen ohne jegliche mechanische Fader und Potentiometer, die sich lediglich über eine browserbasierte Plattform steuern lassen.

## Modelle
Aktuelle Analogmischpulte:
- Live: GB2, GB2R, GB4, GB8
- Mehrzweck: LX7ii, FX16ii
- EFX-Reihe: EFX8, EFX12
- Notepad-Reihe: Notepad-5, Notepad-8FX, Notepad-12FX
- EPM-Reihe: EPM6, EPM8, EPM 12
- Signature Series: Signature 10, Signature 12, Signature 16, Signature 22
- Signature MTK Reihe: Signature 12 MTK, Signature 22 MTK

Aktuelle Digitalmischpulte:
- Ui-Reihe: Ui12, Ui16, Ui24R
- Si-Reihe: Si Impact, Si Expression 1, Si Expression 2, Si Expression 3, Si Performer 1, Si Performer 2, Si Performer 3
- Vi-Reihe: Vi1, Vi2, Vi4, Vi6, Vi1000, Vi2000, Vi3000, Vi5000, Vi7000